# Llorenç Rifé
Pour les articles homonymes, voir Llorenç.
Llorenç Rifé Climent, né le 5 février 1938 à Sant Celoni (Catalogne, Espagne), et mort le 9 janvier 2021 est un footballeur espagnol qui évoluait au poste de défenseur central. Il est le frère de Joaquim Rifé, également footballeur.

## Biographie
Llorenç Rifé commence à jouer avec les juniors du CE Poblenou avant de passer au CE Júpiter où il débute en troisième division.
En 1958, il joue avec le CD Condal. En décembre 1958, il est recruté par le FC Barcelone où il joue pendant deux saisons.
Lors de la saison 1960-1961, il est prêté à l'AD Ceuta. Il revient au Barça pour la saison 1961-1962.
En 1962, il est recruté par le Deportivo La Corogne. Il y joue pendant trois saisons.
En 1965, il signe avec le Gimnàstic de Tarragone où il prend sa retraite sportive en 1966.

## Palmarès
- Champion d'Espagne en 1959 et 1960 avec le FC Barcelone
- Vainqueur de la Coupe d'Espagne en 1960 avec le FC Barcelone
- Vainqueur de la Coupe des villes de foires en 1960 avec le FC Barcelone